# حافز ضريبي للبحث والتطوير
الحافز الضريبي للبحث والتطوير (R&D) هو برنامج حكومي يهدف إلى تشجيع الاستثمار في البحث والتطوير داخل أستراليا. تم تطبيق البرنامج اعتبارًا من 1 يوليو 2011، ليحل محل نظام إعفاء ضريبة البحث والتطوير السابق. يساهم هذا الحافز في خفض تكاليف البحث والتطوير على الشركات من خلال تقديم تعويضات ضريبية عن النفقات المؤهلة. يتم إدارة البرنامج بشكل مشترك بين "معهد الابتكار الصناعي والعلوم في أستراليا" (IISA) و"مكتب الضرائب الأسترالي" (ATO).

## التاريخ
تم الإعلان عن الإصلاحات ضمن ميزانية عام 2020-2021. وقد أقر البرلمان قانون تعديل قوانين الخزانة (الخطة الضريبية للتعافي الاقتصادي من جائحة كوفيد-19) لعام 2020 في 9 أكتوبر 2020، ونال الموافقة الملكية في 14 أكتوبر 2020. تسري هذه الإصلاحات على السنوات المالية التي تبدأ في 1 يوليو 2021 أو بعده. وتُعد هذه الإصلاحات بديلاً لمشروع قانون تعديل قوانين الخزانة لعام 2019.

## نظرة عامة
يهدف الحافز الضريبي للبحث والتطوير إلى تشجيع الاستثمار في أنشطة البحث والتطوير داخل أستراليا، من خلال تقليل التكاليف المرتبطة بها عبر تعويضات ضريبية للنفقات المؤهلة. وتتضمن التعديلات المقترحة إدخال نظام متدرج يعتمد على حجم إنفاق الشركات على البحث والتطوير، وذلك بالنسبة للشركات التي يتجاوز إجمالي مبيعاتها 20 مليون دولار. أما الشركات التي تقل مبيعاتها الإجمالية عن 20 مليون دولار، فستكون مؤهلة للحصول على معدل حافز ضريبي مخفض بنسبة 43.5٪.
يُدار حافز ضريبة البحث والتطوير بشكل مشترك بين مكتب الضرائب الأسترالي ووزارة الصناعة والابتكار والعلوم في أسترالي.

## عملية التقديم

### كيفية المطالبة
يمكن للشركات التقدم بطلب لتسجيل أنشطة البحث والتطوير المؤهلة خلال 10 أشهر من نهاية سنتها المالية. يُقدَّم هذا التسجيل إلى وزارة الصناعة والعلوم والطاقة والموارد. ويتم تطبيق التعويض الضريبي عند تقديم إقرار ضريبة دخل الشركة إلى مكتب الضرائب الأسترالي. تتطلب كل سنة مالية ترغب الشركة في المطالبة عنها تسجيلًا منفصلًا.
يُعد برنامج الحوافز الضريبية للبحث والتطوير برنامجًا قائمًا على التقييم الذاتي. وتُستند الأحكام المتعلقة به إلى قانون البحث والتطوير الصناعي لعام 1986، وقانون ضريبة الدخل لعام 1997.

### معايير الأهلية
الحافز الضريبي للبحث والتطوير متاح للشركات التي : 
- مُدمجة بموجب القانون الأسترالي
- تم تأسيسها بموجب قانون أجنبي ولكنها مقيمة في أستراليا لأغراض الدخل
- مسجل بموجب قانون أجنبي ومقيم في دولة أبرمت معها أستراليا اتفاقية ضريبية مزدوجة

تتطلب الأهلية للحصول على حافز البحث والتطوير الضريبي ما يلي: 
- الوجود كشركة مسؤولة عن دفع ضريبة الدخل في أستراليا
- نفقات البحث والتطوير المؤهلة التي تزيد عن 20000 دولار
- أجرى نشاطًا أساسيًا واحدًا على الأقل في مجال البحث والتطوير (كما هو محدد في القسم 355-25 من قانون تقييم ضريبة الدخل لعام 1997)

يجب الاحتفاظ بالسجلات المعاصرة لإظهار أن الأنشطة المطالب بها تلبي معايير الأهلية. 

### كيفية الحساب

#### النفقات المؤهلة[5]
- تكاليف المقاولين وتكاليف المواد غير الرأسمالية وتكاليف السفر أو النفقات العامة الموزعة مثل الإيجار والمرافق؛
- انخفاض قيمة الأصول القابلة للاستهلاك المستخدمة في أنشطة البحث والتطوير؛
- موازنة التعديلات على الأصول المستهلكة التي تُستخدم فقط في أنشطة البحث والتطوير؛
- النفقات المتعلقة بالسلع والمواد التي يتم تحويلها أو معالجتها خلال أنشطة البحث والتطوير لإنتاج منتجات قابلة للتسويق؛

- المساهمات النقدية ضمن برنامج مراكز البحوث التعاونية.

تنطبق هذه النفقات على الأهلية للحصول على خصم ضريبي نظري للبحث والتطوير إلى الحد الذي:
- يعد الإنفاق من النوع المؤهل للحصول على الحافز الضريبي للبحث والتطوير؛
- تم تكبد النفقات خلال السنة المالية.

#### النفقات غير المؤهلة[6]
- مصروفات الفائدة؛
- نفقات التكنولوجيا الأساسية؛
- النفقات المضمنة في تكلفة الأصول القابلة للاستهلاك أو شراء أو بناء مبنى؛
- تكاليف التسويق والإعلان؛
- الديون المعدومة؛
- التبرعات؛
- ترفيه؛
- النفقات القانونية غير المرتبطة بمشروع بحثي معتمد؛
- رسوم المدير.

### طريقة حساب الائتمان
الشركات التي يبلغ إجمالي مبيعاتها أقل من 20 مليون دولار مؤهلة للحصول على تعويض ضريبي قابل للاسترداد بنسبة 43.5٪، في حين أن الشركات التي يتجاوز إجمالي مبيعاتها 20 مليون دولار مؤهلة للحصول على تعويض ضريبي غير قابل للاسترداد بنسبة 38.5٪.
يتم حساب المبلغ الذي يمكن المطالبة به بموجب حافز البحث والتطوير عن طريق ضرب إجمالي قيمة الخصومات الاسمية في 43.5٪ أو 38.5٪، وذلك بحسب نوع تعويض ضريبة البحث والتطوير الذي تستحقه الشركة.
بعد ذلك، يمكن المطالبة بهذا المبلغ كتعويض ضريبي ضمن الإقرار الضريبي للشركة.
عند الاحتفاظ بالسجلات الخاصة بأنشطة البحث والتطوير، يجب توزيع النفقات بطريقة معقولة استنادًا إلى المعلومات المتاحة.
توجد عدة طرق لتوزيع النفقات، وتعتمد الطريقة الأنسب على أسلوب المحاسبة الذي تتبعه الشركة ونوع النفقات المتكبدة.
إذا كان من الممكن تتبّع النفقات بدقة وربطها مباشرة بأنشطة البحث والتطوير عند تنفيذها، فلن تكون هناك حاجة إلى التوزيع.
أما إذا تعذّر ذلك، فيجب تحديد التوزيع استنادًا إلى نوع النشاط المنفذ، وطريقة تنفيذه، وطبيعة النفقات ذاتها.
تتضمن بعض الأمثلة على منهجيات التوزيع ما يلي:
- التوزيع على أساس الوقت: تُوزَّع النفقات مثل الكهرباء والاستهلاك (انخفاض قيمة الأصول) المرتبطة بأنشطة البحث والتطوير، استنادًا إلى النسبة بين الوقت الذي يقضيه الموظفون في أنشطة البحث والتطوير وإجمالي ساعات عمل موظفي الشركة.
- التوزيع على أساس مجال الاستخدام: تُوزَّع النفقات مثل الضرائب، وضرائب الأراضي، والإيجار، وتكاليف التأجير بناءً على نسبة استخدام الموارد في أنشطة البحث والتطوير.

## معدلات الضرائب على البحث والتطوير
تشير ورقة عمل صادرة عن منظمة التعاون الاقتصادي والتنمية بشأن معدلات الضرائب الفعلية على البحث والتطوير (R&D) – نُشرت في 29 يوليو 2021 – إلى أن متوسط معدل الضريبة الفعلي على استثمارات البحث والتطوير في كل من أيرلندا وليتوانيا والمجر يتراوح بين -2% و-4%، مما يشير إلى وجود إعانات على شكل ائتمانات ضريبية لبعض استثمارات البحث والتطوير في هذه البلدان.
كان متوسط معدل الضريبة الفعلي على الاستثمار في البحث والتطوير بين البلدان المشمولة في الدراسة والتي تقدم حوافز ضريبية حوالي 12.5%، مع تباين المعدلات بين حد أقصى بلغ 25.92% وحد أدنى بلغ 3.75%.
وسجلت أعلى معدلات الضرائب الفعلية المتوسطة على الاستثمار في البحث والتطوير في أستراليا والمكسيك وكوريا الجنوبية.
وتُظهر النتائج أنه في دول منظمة التعاون الاقتصادي والتنمية (OECD)، تؤدي الائتمانات الضريبية المخصصة للبحث والتطوير إلى خفض متوسط معدل الضريبة الفعلي على الشركات بنحو 8.8 نقاط مئوية.
وقد مُنح أكبر تخفيض في هذا المعدل في جمهورية سلوفاكيا بنسبة 19.4%، تلتها تايلاند وفرنسا. أما أقل الفوائد فقد سُجلت في الدنمارك وإسرائيل.
ومن بين 48 دولة شملتها الدراسة، لم تُقدّم ثماني دول أي حوافز ضريبية للبحث والتطوير خلال سنة الدراسة، وهي: الأرجنتين، وبلغاريا، وقبرص، وإستونيا، وفنلندا، وألمانيا، ولاتفيا، ولوكسمبورغ، وسويسرا.
بموجب البرنامج، يُطلب من دافعي الضرائب إجراء تقييم ذاتي لكل نشاط من أنشطتهم، لتحديد ما إذا كان نشاطًا أساسيًا أو مساعدًا، مع تقديم مستندات محدثة تدعم هذا التقييم. 
يشير تقرير منظمة التعاون الاقتصادي والتنمية بشأن إحصاءات ضريبة الشركات، الصادر بالاشتراك مع ورقة العمل الخاصة بالبحث والتطوير، إلى أنه في السنوات الأخيرة حدث تحول نحو زيادة الاعتماد على الائتمانات الضريبية للبحث والتطوير بدلاً من الدعم المالي المباشر؛ إذ ارتفعت نسبة الائتمانات الضريبية من 36٪ إلى 56٪ من إجمالي الدعم المقدم بين عامي 2006 و2018.

## مجموعة العمل الحكومية
المجموعة الرائدة في أستراليا في مجال السياسات العامة المتعلقة بحوافز البحث والتطوير هي المائدة المستديرة لحوافز البحث والتطوير. تشمل الأعضاء الرئيسيون وزارة الصناعة والابتكار والعلوم، ومكتب الضرائب الأسترالي، وشركات ديلويت، وEY، وكيه بي إم جي، وشركة سوانسون ريد، بالإضافة إلى محاسبين قانونيين معتمدين من أستراليا ونيوزيلندا، ورابطة صناعة المعلومات الأسترالية، وشركات بوينج، وCSL، وBDO. 

## روابط خارجية
- المساعدة والإرشادات والموارد للحوافز الضريبية للبحث والتطوير
- مشروع قانون تعديل قوانين الخزانة (الحوافز الضريبية للبحث والتطوير) لعام 2019
- مشروع قانون تعديل قوانين الخزانة (خطة ضريبية للتعافي الاقتصادي من جائحة كوفيد-19) لعام 2020